# Levkadija Harasymiv
Levkadija Harasymiv (in ucraino Левкадія Гарасимів?), in religione Lorenza (in ucraino Лаврентія?, Lavrentija) (Rudnyky, 31 dicembre 1911 – Charsk, 26 agosto 1952) è stata una religiosa ucraina della congregazione greco-cattolica delle suore di San Giuseppe.
Imprigionata durante il periodo sovietico, morì di stenti e malattia in Siberia.
È tra i 25 martiri dell'Ucraina proclamati beati da papa Giovanni Paolo II a Leopoli il 27 giugno 2001.
Il suo elogio si legge nel Martirologio romano al 26 agosto.